# ماویک
ماویک (انگلیسی: Mavic) شرکت دوچرخه‌سازی فرانسوی است، که در سال ۱۸۸۹ تأسیس شد.